# Nyctemera perconfusa
Nyctemera perconfusa är en fjärilsart som beskrevs av Walter Karl Johann Roepke 1948. Nyctemera perconfusa ingår i släktet Nyctemera och familjen björnspinnare. Inga underarter finns listade i Catalogue of Life.